# Robert Lopez

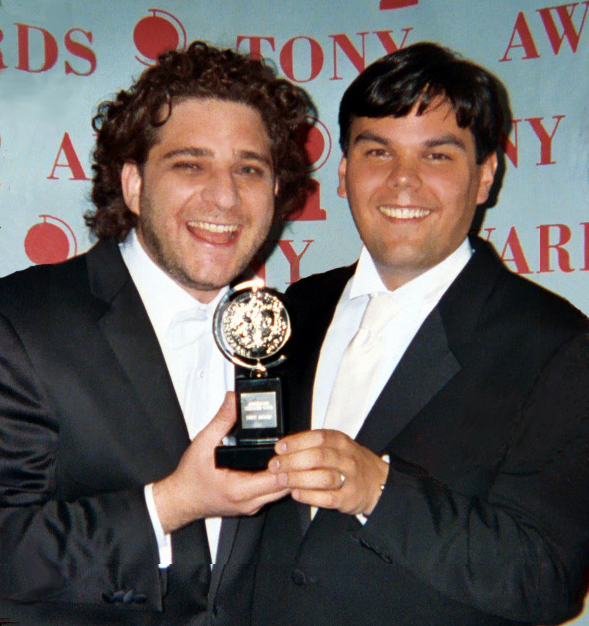
Jeff Marx und Robert Lopez beim Tony Awards 2004.

Robert „Bobby“ Lopez (* 23. Februar 1975 in New York City) ist ein US-amerikanischer Film- und Musicalkomponist.
Er wurde zunächst durch die Musicals Avenue Q und The Book of Mormon bekannt, letzteres wurde in den USA im November 2017 mit einer Goldenen Schallplatte ausgezeichnet, für die er jeweils mit dem Tony Award ausgezeichnet wurde. Er ist einer der wenigen Künstler, die Emmy, Grammy, Oscar und Tony Award gewonnen haben und der erste Künstler, der jeden dieser vier Preise mindestens zweimal gewinnen konnte. Er ist Stand 2018 außerdem der jüngste Künstler, dem dies gelang und derjenige, der dies in der kürzesten Zeit zustande brachte.

## Leben
Robert Lopez traf 1998 den angehenden Songwriter Jeff Marx. Ihre erste gemeinsame Arbeit wurde Kermit, Prince of Denmark (enS: Kermit, Prinz von Dänemark), eine Parodie auf Hamlet. Obwohl die Jim Henson Company das Lied ablehnte, gewann Marx damit den Kleban-Award.
1999 begannen die beiden mit ihrer Arbeit an Avenue Q, in welchem sie ähnliche Puppen wie in der Sesamstraße verwendeten. 2004 erhielten sie dafür den Tony Award für das beste Musical. Mit seinem Bruder Billy arbeitete Robert Lopez danach an einigen Folgen der Nickelodeon-Serie Wonder Pets.
Erst 2007 arbeiteten Marx und Lopez für die Serie Scrubs wieder zusammen, für die sie vier Lieder schrieben. Lopez und seine Frau Kristen Anderson-Lopez schrieben auch für die Filme Winnie Puuh und Ralph reichts, bei letzterem wurde ihr Song jedoch herausgeschnitten. 2013 schrieb er für den Disney-Film Die Eiskönigin – Völlig unverfroren die Musik und gewann mit Let It Go 2014 einen Oscar.
Bei der Oscarverleihung 2018 gewannen Lopez und seine Frau ihren zweiten Oscar für den besten Filmsong mit dem Stück Remember Me aus Coco – Lebendiger als das Leben!. Dadurch wurde Lopez der erste Künstler mit einem Doppel-EGOT. 2020 wurden Kristen Anderson-Lopez und ihr Mann Robert Lopez für Into the Unknown aus Die Eiskönigin II erneut für einen Oscar nominiert.

## Filmografie (Auswahl)
- 2005–2008: Wonder Pets (Wonder Pets!, Fernsehserie, 11 Episoden)
- 2008: Winnie Puuh (Winnie the Pooh)
- 2011: South Park (South Park, Fernsehserie, 1 Episode)
- 2012: Die Simpsons (The Simpsons, Fernsehserie)
- 2013: Die Eiskönigin – Völlig unverfroren (Frozen)
- 2021: WandaVision (Fernsehserie)
- 2024: Agatha All Along (Fernsehserie)

## Auszeichnungen (Auswahl)

### Tony Award
- 2004: Beste Originalmusik für Avenue Q
- 2011: Bestes Musicallibretto für The Book of Mormon
- 2011: Beste Originalmusik für The Book of Mormon

### Oscar
- 2014: Bester Song für Let It Go aus Die Eiskönigin – Völlig unverfroren
- 2018: Bester Filmsong für Remember Me aus Coco – Lebendiger als das Leben!

### Daytime Emmy Award
- 2008: Music Direction and Composition für Wonder Pets
- 2010: Music Direction and Composition für Wonder Pets

### Drama Desk Award
- 2011: Musical für The Book of Mormon
- 2011: Musik für The Book of Mormon

### Grammy Award
- 2012: Best Musical Theater Album für The Book of Mormon
- 2015: Best Compilation Soundtrack for Visual Media für Die Eiskönigin – Völlig unverfroren
- 2015: Best Song Written for Visual Media Let It Go aus Die Eiskönigin – Völlig unverfroren